# Gettlinge

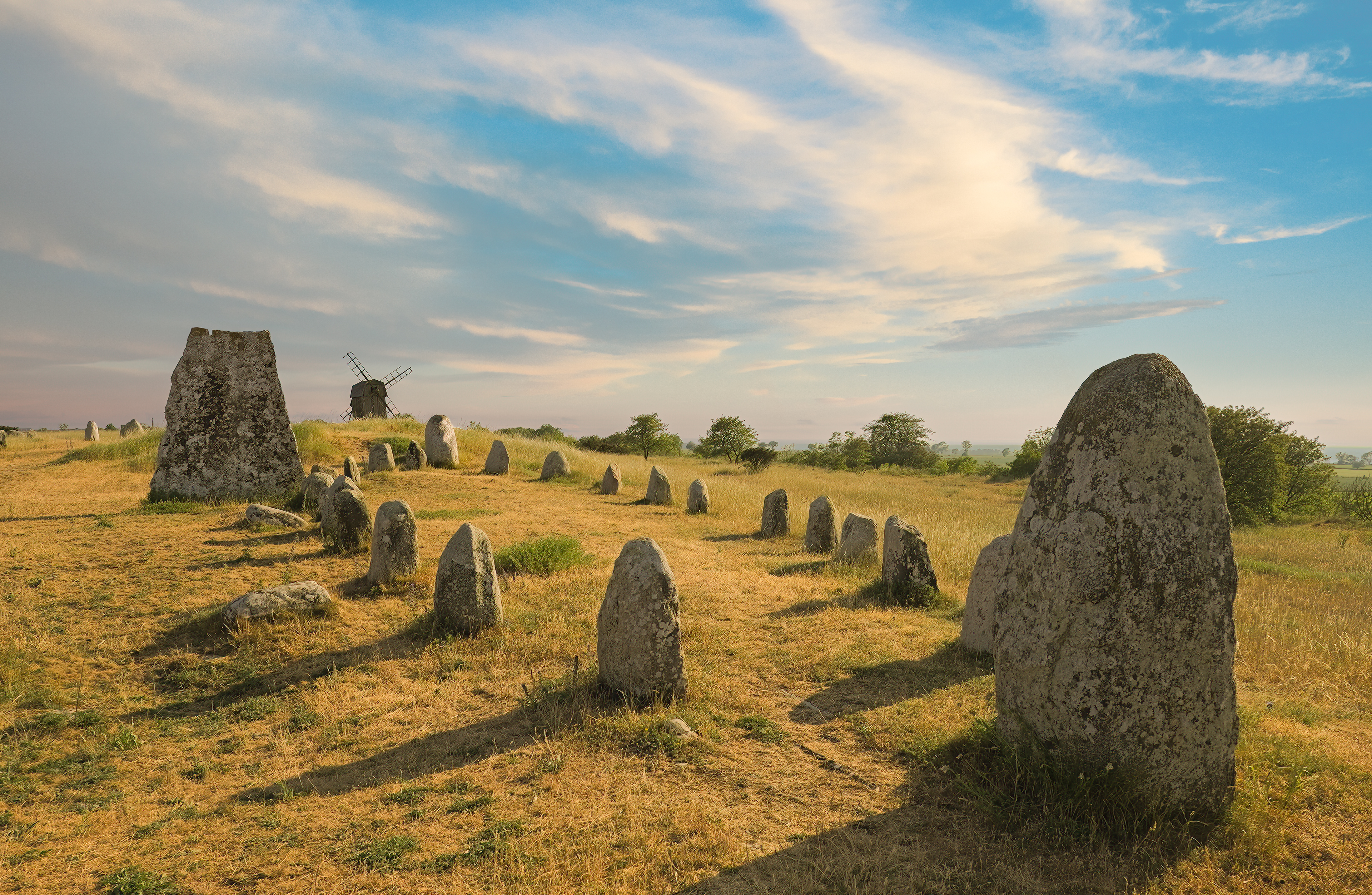
Barco vikingo de piedra en Gettlinge

Gettlinge es un pueblo del suroeste de la isla de Öland (Suecia). Es conocido por su impresionante cementerio vikingo de barcos de piedra. Gettlinge está situado en la franja occidental de Stora Alvaret, declarado Patrimonio de la Humanidad por la UNESCO. El yacimiento es fácilmente visible desde la carretera perimetral, la ruta 136. Gettlinge, como la mayoría de los enterramientos prehistóricos de Öland, se asienta sobre la cresta baja, descrita por Hogan como una formación geológica de suelo engrosado en esta región alvar de manto de suelo por lo demás extremadamente delgado. Esta cresta era uno de los pocos lugares de la parte sur de la isla que tenía suficiente profundidad de suelo para la creación de túmulos funerarios.
Situado al borde del Stora Alvaret, el yacimiento de Gettlinge y sus alrededores contiene varias especies raras y en peligro de extinción, tanto de plantas como de animales, pero la mayoría de estas especies son flores silvestres de floración estacional que florecen a finales de primavera y en verano. Bajo la capa de tierra donde se colocan los enterramientos hay una extensa formación de piedra caliza, fuente de la mayoría de los materiales de construcción locales, que ha sustentado la construcción en piedra seca desde la época medieval. Las piedras en pie del propio barco vikingo son de granito, cuyos materiales morrénicos fueron empujados hasta aquí desde tierra firme por los glaciares de la Edad de Hielo.

## Geología
En Gettlinge, al igual que en gran parte de la isla de Öland, las capas del lecho rocoso son principalmente calizas del Ordovícico que datan de hace al menos 600 millones de años. La mayor parte de la limitada cantidad de tierra vegetal se creó a partir de la trituración glaciar del lecho rocoso calcáreo, que creó la formación alvar casi plana. Fue el final de la última glaciación lo que provocó el levantamiento, creando el relieve que hoy es la isla de Öland.
El pueblo de Gettlinge, así como las civilizaciones precursoras desde la Edad de Piedra hasta la época medieval, se desarrolla principalmente en una estrecha cresta baja que discurre en dirección norte/sur paralela a la costa del Báltico. Esta cresta es el único lugar (a excepción de las arenas de playa) a lo largo de la costa suroeste en el que el suelo se extiende más allá de los dos centímetros máximos de la Stora Alvaret. La cresta se formó por la acción de las olas durante el levantamiento posterior a la Edad de Hielo. Por lo tanto, esta capa de suelo más gruesa proporcionó el único lugar hospitalario para los cimientos de los edificios, los cementerios y la agricultura.

## Historia
Los primeros pobladores de Öland construyeron cabañas de madera de principios de la Edad de Piedra; los mejores ejemplos de este tipo de viviendas prehistóricas excavadas se encuentran a unos kilómetros al este del actual pueblo de Alby. Las excavaciones arqueológicas llevadas a cabo durante varios años a finales del siglo XX han revelado pruebas de la presencia de osos, martas, focas y marsopas, pero también han dilucidado las tecnologías mesolíticas de caza y recolección gracias al descubrimiento de lanzas de hueso, arpones de asta de alce y sílex. Estos primeros habitantes habrían cruzado el estrecho de Kalmar desde tierra firme hacia el final de la última glaciación, antes de que el casquete glaciar se hubiera derretido por completo, y tendido así un puente de hielo. Los asentamientos de la Edad de Piedra son recursos clave en Öland que condujeron a la designación por la UNESCO de la Stora Alvaret como Patrimonio de la Humanidad.
Las principales pruebas de la vida en la zona de Gettlinge entre los años 1000 a. C. y 1000 d. C. proceden de los propios campos de tumbas. El campo sepulcral de Gettlinge está situado cerca de la carretera de la costa y contiene algunos túmulos de la Edad de Bronce, así como los enterramientos más destacados de barcos de piedra, lo que lo convierte en uno de los mayores campos sepulcrales de Öland. Estos enterramientos abarcan los últimos años de la Edad de Bronce, la Edad de Hierro y la Edad Vikinga. Se cree que algunas de las piedras en pie son anteriores a la época vikinga. En otros cementerios de Öland se han recuperado numerosos artefactos, como cadenas de bronce y un estuche de agujas de hueso.
También se han encontrado tumbas vikingas en el cementerio de Hulterstad y en el extenso cementerio de Strandvalle, ambos en Oland. Estos hallazgos implican que Gettlinge era un eslabón dentro de una cadena de asentamientos vikingos concentrados en las costas meridionales de Öland, aunque en realidad la mayoría de los asentamientos vikingos se encontraban en el sureste de Öland, con mejor acceso al mar abierto.

## Ecología

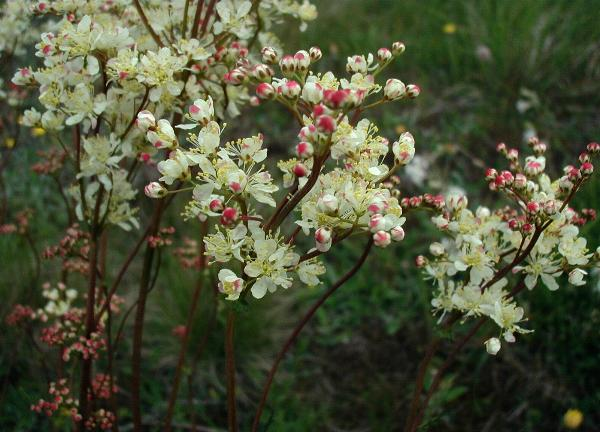
Filipendula vulgaris (Dropwort) planta que se encuentra en Stora Alvaret.

El primer estudio científico de la biota de Stora Alvaret se produjo en el año 1741 con la visita de Linneo a Öland. Linnaeus describió este ecosistema inusual: "Es digno de mención cómo algunas plantas pueden prosperar en los lugares más secos y áridos del alvar". Algunas especies relictas de la era glacial se encuentran entre la paleta de flora de Stora Alvaret. Una amplia variedad de flores silvestres y otras plantas se encuentran en el ecosistema del pavimento de piedra caliza. Algunas de las especies que se encuentran incluyen la uva de gato, la gota, Artemisia Oelandica ( endémica de Öland), la orquídea moteada común y la arveja . La mayoría de estas flores silvestres florecen de mayo a julio.
En este alvar se encuentran numerosas gramíneas, como la avena de los prados y la festuca ovina; como era de esperar por la presencia de orquídeas, en el Stora Alvaret crecen muchos hongos, como Hygrocybe persistens y Lepiota alba. Este alvar es conocido por sus condiciones de sequedad extrema, como demuestra el aspecto seco de la cubierta vegetal y las hierbas en la foto superior derecha.